# La Máquina Camaleón
La Máquina Camaleón es un grupo ecuatoriano de indie rock formado en 2012 en Quito, Ecuador con ecos de rock psicodélico y una notoria influencia de rock argentino. Su historia se remonta al proyecto solista de Felipe Lizarzaburu, quien más tarde se convirtió en "El Camaleón" y el líder de la banda. Él se define como un personaje que utiliza una máquina ilógica capaz de crear a través de la música.
Sus inicios en la música se remontan al año 2007 cuando Felipe Lizarzaburu integraba una banda de indie-rock llamada Totem con la que tuvo un relativo impacto en la escena quiteña. Tiempo después realiza un viaje a la Argentina. Esa estadía sería el punto de inflexión en su forma de concebir y entender la música; La Máquina estaba en su etapa germinal. En 2011 lanzan su primer a EP 'A cantar y bailar que el mundo se va!' . Aquí están todavía en una etapa de definición de su identidad musical. Podemos encontrar temas cono 'Hoy' en su versión más cruda. A su regreso al país, y con una buena cantidad de temas bajo el brazo, decide agruparse con otros músicos que podrían ser importantes para desarrollar su proyecto. La agrupación camaleónica quedó definida con Martín Samaniego en la batería, Rodrigo Capello en la guitarra, Fernando Prócel en las 4 cuerdas y Felipe Lizarzaburu en las teclas y las voces.
El 2013 lanzaron el álbum titulado 'Roja'. El disco fue grabado en una casa acondicionada para estudio de grabación en Guápulo, Chelo Suárez mezcló el material y Felipe Andino fue el productor. La música de Roja es totalmente espontánea y no por haber sido compuesta al azar, al escuchar un tema es difícil saber a qué te enfrentaras a medida que la canción corre. Sonidos fuertes, distorsionados y psicodélicos forman la identidad musical de este trabajo. 'Entresueños' y 'El inmenso' son canciones que poseen un intro ruidoso y distorsionado. Al final, el órgano siempre despunta en un caos acompañado por la fuerza de la batería y la solidez del bajo.
Las letras de Roja son originales, mezclan filosofía, fantasía y la propia experiencia del autor. Aunque muchas de ellas nacen de una búsqueda personal, el mensaje no es literal. Esto permite que mantengan una fuerza y misterio, lo cual propicia una máxima atención al escuchar cada canción. Si bien Roja es el título del primer álbum de La Máquina, pero fue concebido con un gemelo: 'Amarilla', que fue lanzado en mayo de 2017.
También hay que destacar que los camaleones han lanzado varios videoclips de temas como 'El inmenso', 'Hombre oxidado', 'Hoy' y ' El amuleto', un par de ellos considerados realmente muy buenos, a pesar del corto presupuesto que se maneja.
En el 2018 publican SAL, lo que sería el primer el adelanto del tercer álbum "AZULÆ", a este sencillo le siguen SOLO SOL VEO, SÉ y CENTRO, que salen a finales de 2019, a inicios de 2020 publican Æ, progresivamente van saliendo videoclips de cada uno de los sencillos anteriores, por último en agosto anuncian la esperada fecha oficial del tercer álbum para el 28 de agosto de 2020, precedido por tres singles, uno cada viernes de agosto: ¡VACÁCIONE Z! el 7, BONANZÆ el 14 y DE LA FUENTE el 21.

## Historia
Su historia se remonta al proyecto solista del jugador francés de fútbol Felipe Lizarzaburu, quien durante un tiempo realiza un viaje a la Argentina para jugar en clubes barriales de dicho país. Esa estadía sería el punto de inflexión en su forma de concebir y entender el fútbol sudamericano, la máquina estaba en su etapa goleadora.
La propuesta nace en 2012, con Felipe Andrés "María" Lizarzaburu convirtiéndose en el Zinedine Zidane y el líder de su equipo. En un primer momento era un cuarteto hasta que, finalmente, se consolidó la estructura musical actual.
La banda empezó a sonar con fuerza a fines de 2014, el jugador francés aprendió cánticos argentinos y ahora integran uno de los circuitos musicales más importantes a escala nacional, sus canciones se entonan en los estadios. Está cosechando numerosos éxitos por parte de crítica y periodistas deportivos de Ecuador. En el año 2015 se presentaron en el celebrado Estadio Olímpico Atahualpa, en la Fiesta de la Música en Cuenca y Quito, y en otros escenarios importantes de la escena musical del país. En marzo de 2017 la banda se presentó en la Bombonera en Argentina.
Con respecto al nombre del grupo, el vocalista lo describe como un concepto que "tiene muchas formas, colores, cambia constantemente, wi, wi".

## Integrantes

### Formación actual
- Felipe Lizarzaburu (Camaleón) - Vocalista, Teclado
- Rodrigo Capello - Coros, Guitarra
- Paola Navarrete - Teclados
- Fernando Prócel - Bajo
- Ernesto Karolys - Batería
- Mateo González Iturralde - Guitarra

### Antiguos miembros
- Martín Erazo - Bajo
- Martín Flies - Batería
- Mateo González - Guitarra
- Martín Samaniego - Batería

## Discografía

### Álbumes de estudio
- 2014: "Roja"
- 2017: "Amarilla"
- 2020: "AZULÆ"'
- 2023: "Blanca"

### Sencillos
- "Facetas"
- "La Música"
- "Hoy"
- "Entresueños"
- "Conectado"
- "El Amuleto"
- "Los Zanqueros"
- "Hombre Oxidado"
- "El Inmenso"
- "Retorno"
- "Piedras"
- "Somos"
- "Beneficios"
- "Motora"
- "Ser Puente & Serpiente"
- "Ascensión"
- "Jardín"
- "Flores"
- "Manual"
- "Al Vapor"
- "Shiva"
- "Embajada"
- "Empate"
- "Solo Sol Veo"
- "Helado Caliente"
- "¡Vacácione z!"
- "Sé"
- "Estero Z"
- "Estado Z"
- "Centro"
- "Æ"
- "BONANZÆ"
- "Las Vidas De Los Gatos" (7 O 9)
- "De la Fuente"
- "La Libertad"
- "Sal"
- "mari4"
- "Pulso"
- "Yo tu oro
- "Viento"
- "Espresso"
- "Fall (Latitud 0)"
- "Estrella"
- "Eros"
- "Uh"
- "Nunca Nunca"
- "Primavera"
- "Vienen por Mi"
- "Quema Quema Quema"
- "Midas"
- "BRUJERÍA"
- "NO ERES TÚ"
- "LABERINTO"
- "EVA-00"
- "Illa"
- "Flecha"